# Bataille de Moutiers-les-Mauxfaits (19 avril 1794)
Pour les articles homonymes, voir Bataille de Moutiers-les-Mauxfaits.
Guerre de Vendée
La bataille de Moutiers-les-Mauxfaits se déroula lors de la guerre de Vendée. Le 19 avril 1794, les Vendéens s'emparent de la commune.

## La bataille
Le 19 avril 1794, les Vendéens commandés par Charette attaquent le gros bourg patriote de Moutiers-les-Mauxfaits, épargné par les colonnes infernales. Charette ayant promis le pillage à ses hommes avant la bataille, le bourg est pris d'assaut et mis à sac. Plusieurs habitants sont massacrés, des femmes sont violées ; l'officier vendéen Pierre-Suzanne Lucas de La Championnière écrit dans ses mémoires : « Beaucoup de nos soldats étaient devenus libertins, comme on l'est dans le métier : des femmes furent poursuivies. » Au total, 80 soldats républicains ont été tués et 92 patriotes massacrés. Une fois pris, Moutiers-les-Mauxfaits est aussitôt abandonné.
| « Le bourg de Moutiers-les-Mauxfaits est situé près du chemin des Sables à Luçon ; ce petit endroit était occupé par des patriotes et quelque peu de troupe et n'avait jamais été attaqué. J'ignore qui donna l'idée au Général de l'enlever : il s'y présenta et trouva de la part de ceux qui l'occupaient une résistance bien plus vigoureuse que le nombre ne devait le faire craindre ; le poste fut pris cependant, mais nous y perdîmes de braves gens parmi lesquels on comptait M.Renaud, le meilleur tireur de l'armée. La caisse du district fut pillée ; beaucoup de nos soldats y firent leur fortune. Plusieurs étaient devenus libertins comme on l'est dans le métier ; des femmes furent poursuivies ; une mariée, encore dans ses habits de noces, fut trouvée dans un champ voisin ; son époux venait d'être tué au combat ; il n'eût manqué à son malheur que de tomber entre les mains d'un vainqueur barbare ; elle fut épargnée. M. Charette ne voulut point laisser plus longtemps son armée dans un lieu où l'abondance des liqueurs fortes, lui eût ôté plus tard le moyen de l'en faire sortir ; il fit crier aux armes, chacun crut que l'ennemi revenait à la charge et l'on se rangea auprès du Général qui abandonna l'endroit sans même prendre le temps d'en tirer les vivres qui nous étaient si nécessaires. Sur la fin du même mois, on rechercha l'ennemi plusieurs fois sans pouvoir l'atteindre ; le village d'Isereau en Vieillevigne, et d'autres en Touvois, se trouvèrent évacués à notre arrivée. Dans un combat qui eut lieu près de Saint-André, le Général fut blessé légèrement à la cuisse. » — Mémoires de Pierre-Suzanne Lucas de La Championnière. |